# Willy Drügemüller
Willy Drügemüller (* 18. Mai 1891 in Berlin; † 20. Februar 1965 ebenda) war ein deutscher Gewerkschafter, SPD-Politiker und SED-Funktionär.

## Leben
Willy Drügemüller wurde als Sohn eines Tischlermeisters und Gastwirtes geboren. Nach dem Volksschulabschluss 1905 absolvierte er eine Lehre als Maurer bei einer Berliner Firma, besuchte danach bis 1908 die Fachschule für das Maurer-, Zimmerer- und Dachdeckergewerbe und arbeitete im Anschluss als Bautechniker. Seine berufliche Tätigkeit führte ihn unter anderem nach Belgien, Österreich, Ungarn, Dalmatien, Rumänien und in die Schweiz. Von 1915 bis 1918 nahm er als Soldat am Ersten Weltkrieg teil, zunächst als Dolmetscher, später als Pionier.
Drügemüller trat 1910 in die SPD ein und war von Januar 1920 bis 1922 als Parteisekretär für den Landkreis Beeskow-Storkow tätig. Zugleich fungierte er als Vorsitzender des SPD-Unterbezirkes Teltow-Beeskow. Für den Deutschen Baugewerksbund, dem er sich ebenfalls angeschlossen hatte, war er von November 1922 bis 1933 Geschäftsführer und Vorsitzender der Filiale in Berlin. Drügemüller war 1924 Stadtverordneter und Ratsherr in Beeskow, von 1924 bis 1933 Mitglied des Kreistages und des Kreisausschusses des Kreises Beeskow, von 1921 bis 1925 Mitglied des Brandenburgischen Provinziallandtages und von Februar 1924 bis 1933 Mitglied des Preußischen Landtages. Neben seinen politischen Funktionen war er seit 1928 Mitglied der Reichsforschungsgesellschaft für Wirtschaftlichkeit im Bau- und Wohnungswesen sowie stellvertretendes Vorstandsmitglied der Reichsanstalt für Arbeitsvermittlung und Arbeitslosenversicherung. 1932 wurde er Mitglied des Revisionsverbandes gemeinnütziger Baugenossenschaften e.V.
Nach der Machtübernahme der Nationalsozialisten musste Drügemüller seine politischen Ämter niederlegen und seinen Beruf aufgeben. Er wurde am 6. Juni 1933 verhaftet, ins Gefängnis des Amtsgerichtes Königs Wusterhausen gebracht und am 27. Juni ins KZ Oranienburg überführt. Später wurde er in das Nebenlager Blumberg verbracht, kam dann aber wieder nach Oranienburg und wurde am 21. Dezember 1933, nach abermaliger Inhaftierung im Amtsgerichts-Gefängnis, entlassen. Noch bis April 1934 wurde Drügemüller unter Polizeiaufsicht gestellt. In den folgenden Jahren erwarb er ein Getreide- und Futtermittelgeschäft in Driesen, das er bis 1945 als selbständiger Kaufmann betrieb. Im Zuge des Attentats auf Hitler wurde er Ende August 1944 für etwa eine Woche inhaftiert.
Drügemüller zog im Juni 1945 wieder zurück nach Beeskow und wurde dort Direktor der Kreisgenossenschaft. Im März 1946 trat er in den Verwaltungsdienst ein und bekam eine Stelle als Hauptsachbearbeiter für die Landwirtschaft beim Landratsamt. Er betätigte sich wieder politisch, wurde Vorsitzender der SPD im Kreis Beeskow-Storkow und amtierte von August 1946 bis zu seiner Abberufung Ende 1948 als Landrat des Kreises Osthavelland. Ihm wurde vorgeworfen, weniger linientreue Ortsbürgermeister in ihrer Tätigkeit und Einschätzung zu unterstützen. Nach der Zwangsvereinigung von SPD und KPD zur SED wurde er Mitglied des SED-Bezirksvorstandes in Bernau bei Berlin. Mit dem Verlust des Landratsamtes wurde er Geschäftsführer eines Kommunal-Wirtschaftlichen Unternehmens. Im Juni 1951 verließ er die DDR, siedelte nach West-Berlin über und ließ sich in Berlin-Neukölln nieder.